# Ian Wilson (Komponist)
Ian Wilson (* 26. Dezember 1964 in Belfast) ist ein britischer Komponist klassischer Musik aus Nordirland.

## Leben und Wirken
Wilson erwarb den Doktortitel in Komposition an der University of Ulster, die 1993 sein Orchesterwerk Rise in Celebration zur Feier ihres zehnjährigen Bestehens in Auftrag gab. Er schrieb u. a. sieben Opern, Werke für Orgel, Cello, Altsaxophon, Violine, Marimba und Piano, Orchesterstücke, zwanzig Streichquartette und verschiedene Werke für Kammermusik, Gesang und Multimedia. Seine Kompositionen wurden u. a. vom RTÉ National Symphony Orchestra of Ireland, dem Ulster Orchestra, den Belgrader Philharmonikern und dem Norwegischen Radioorchester, den London Mozart Players, dem Irish Chamber Orchestra und Hugh Tinney aufgeführt.
Auf dem Ultima Festival in Oslo erhielt Wilson für Running, Thinking, Finding for Orchestra 1991 den Kompositionspreis; 1992 bekam er den Macaulay Fellowship des Arts Council of Ireland und wurde 1998 in die irische Künstlervereinigung Aosdána gewählt. Von 2000 bis 2003 war er AHRB Research Fellow in Creative and Performing Arts der University of Ulster. In den Jahren 2003 bis 2011 wirkte Wilson als Leiter des Sligo New Music Festival, von 2006 bis 2009 war er Composer-in-Association des California’s Camerata Pacifica Ensemble. 2009 veröffentlichte er bei Diatribe Recordings das Album Double Trio, ein musikalisches Werk für drei Jazz- und drei klassische Musiker, inspiriert von der Sprache der Menschen und den Alltagsgeräuschen in Glencullen im County South Dublin. Seine Kompositionen werden bei Ricordi London und bei Universal Edition verlegt.

## Diskographische Hinweise
- RTÉ National Symphony Orchestra: Ian Wilson: Man-o' War; an angel serves a small breakfast; Winter Finding; Licht/ung
- RTÉ Vanbrugh Quartet: Ian Wilson: In Shadows by Ian Wilson
- Ian Wilson: Kammerspiel: Piano Trios (2003)
- Ian Wilson: Winter Finding / Man o War / An Angel serves …